# Goldene Ära der Arcade-Spiele

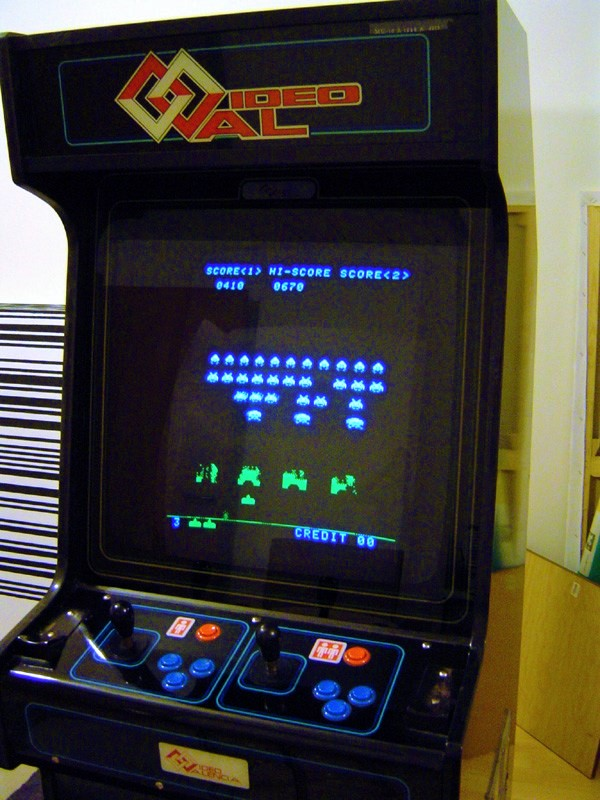
Space Invaders-Automat

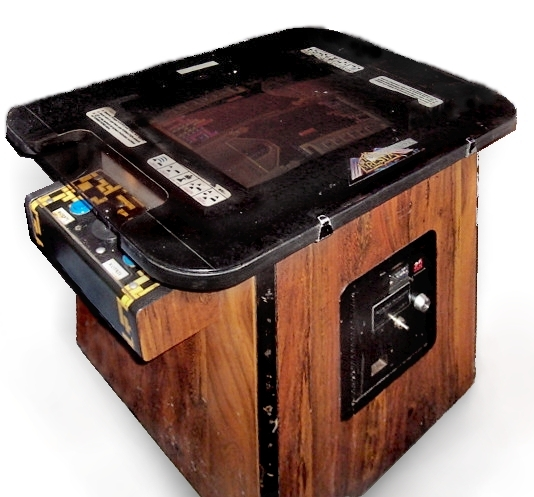
Arcade-Automat, eingebaut in einem Cocktail-Tisch

Die Goldene Ära der Arcade-Spiele war der Höhepunkt der Popularität der Arcade-Spiele und der Innovationen auf diesem Sektor. Einige Meinungen platzieren den Beginn dieser Periode auf 1979 oder 1980, als die ersten Arcade-Spiele in Farbe sich ausbreiteten, und das Ende dieser Periode in die Mitte der 1980er-Jahre. Etwas großzügigere Definitionen datieren den Start auf 1978 (als Space Invaders erschien) und das Ende in die Mitte der 1990er, als Spielkonsolen die Leistungsfähigkeit der Arcade-Hardware erreichten.

## Übersicht
Während des Anfangs der 1980er-Jahre war die Arcadespiel-Technologie weit genug entwickelt worden, um qualitativ gute Grafiken und Sounds anzubieten, wenn auch auf einem aus heutiger Sicht eher bescheidenen Niveau (realistische Bilder und Full-Motion-Videos waren noch nicht verfügbar und nur wenige Spiele nutzten Sprachausgabe) und so hing der Erfolg eines Spiels von seinem einfachen und unterhaltsamen Gameplay ab. Diese Betonung des Gameplays ist der Grund, warum viele dieser Spiele, trotz der gewaltigen Fortschritte der modernen Computer-Technologie, auch heute noch vielen Spaß machen. Die Killer List of Videogames (KLOV)-Webseite hat eine Liste der „Top 100 (Arcade) Video Games“ kompiliert. Fünfzig von ihnen (einschließlich aller Spiele aus der Top-10-Liste) wurden während der Periode von 1979 bis 1984 eingeführt.

## Business
Diese Goldene Ära war die Zeit großer technischer und kreativer Innovationen in den Arcade-Spielen. Die Spiele wurden in vielfältigen Genres entwickelt, während die Entwickler innerhalb von strengen Grenzen der Prozessor-Kapazität und der Speicher arbeiten mussten. Es gab in dieser Ära auch eine schnelle Ausbreitung der Spielhallen durch Nordamerika und Japan.
In dieser Zeit fingen Arcade-Spiele an, in Supermärkten, Wein- und Spirituosengeschäften, Tankstellen und anderen Einrichtungen zu erscheinen, die nach Nebeneinkommen suchten. Populäre Spiele verursachten gelegentlich einen Ansturm von Teenagern, die eifrig versuchten, die letzten freien Plätze um die Automaten zu ergattern.
Wahrscheinlich waren die erfolgreichsten Arcade-Spiel-Entwickler dieser Ära Namco (besonders in Japan) und Atari Games (besonders in den Vereinigten Staaten). Andere angesehene waren Nintendo (dessen Maskottchen Mario 1981 in Donkey Kong erschien), Midway (das später unter Bally firmierte), Capcom, Cinematronics, Konami, Sega, Taito, Williams und SNK.

## Technologie
Der Arcade-Aufschwung begann gegen Ende der 1970er-Jahre mit Spielen wie Space Invaders (1978) und Asteroids (1979) und verbreitete sich 1980 mit Pac-Man, Centipede, Defender und anderen. Die integrierten Schaltkreise und Prozessoren in diesen Spielen ermöglichten mehr Komplexität als noch in früheren analogen Spielen wie Ataris Pong (1972) realisierbar gewesen war.
In der Goldenen Ära experimentierten die Entwickler mit neuer Hardware, um Spiele zu schaffen, die nun auch Vektorgrafiken benutzten. Einige dieser Spiele wurden große Erfolge, wie 1980 Battlezone und Tempest und 1983 Star Wars. Diese waren alle Atari-Produkte. Die Vektortechnologie wurde jedoch aufgrund der hohen Reparaturkosten der nötigen Displays von den meisten Arcade-Spiel-Unternehmen nicht genutzt (Vectrex, ein Heimvideospielsystem mit eingebautem Vektorbildschirm, erschien 1982). Die schnelle, aber simple Vektorgrafik wurde wenig später durch die noch heute übliche Rastergrafik ersetzt, da hier eine wesentlich realistischere Grafik dargestellt werden kann, als die Grafik durch simple Linien.
Die Entwickler experimentierten auch mit Laserdisc-Playern, um qualitativ ansprechende Zeichentrickfilm-Animationen in Spielen zu liefern.
Das erste erfolgreiche Spiel, das diese Technologie ausnutzte, war 1983 Dragon’s Lair von Cinematronics, das drei Jahre in Arbeit war. Bei seinem Erscheinen war es eine Sensation (und tatsächlich gingen viele Laserdisc-Player in den Maschinen durch Überbeanspruchung kaputt), doch das Genre nahm schon bald an Popularität ab, weil die Spiele ziemlich linear waren und weniger von Reflexen abhingen als vielmehr vom Merken von Bewegungsfolgen.
Neue Steuerungen traten in einigen Spielen auf, doch obwohl umstritten, favorisierten die meisten der Hersteller den Joystick kombiniert mit zusätzlichen Funktionstasten. Atari führte den Trackball 1978 für Football ein. Spy Hunter kam mit einem lebensechten Lenkrad, und Qwak! führte zur begrenzten Einführung von Lightguns auf dem Arcade-Markt. Andere spezielle Steuerungen waren Pedale in Rennspielen und die einer Armbrust ähnliche Light Gun in Crossbow.

## Gameplay
Mit dem enormen Erfolg der frühen Spiele begannen dutzende Entwickler mit der Entwicklung und Herstellung eigener Arcade-Spiele. Einige kopierten einfach die Idee der „Invasion außerirdischer Horden“ aus Space Invaders und brachten erfolgreiche Imitationen wie Galaxian, Galaga und Gyruss auf den Markt, während andere neue Konzepte versuchten und neue Genres definierten. Die sich schnell entwickelnde Hardware erlaubte neue Arten von Spielen, die das Shoot-’em-up-Gameplay der frühsten Spiele übertrafen.
Spiele wie Donkey Kong und Qix führten einen neuen Typ von gewaltärmeren Spielen ein, in dem Geschicklichkeit und Timing wichtiger waren als schnellstmögliches Schießen. Andere Beispiele von innovativen Spielen sind Ataris Paperboy, in dem das Ziel darin besteht, Zeitungen erfolgreich bis zum Kunden auszuliefern, und Segas Frogger, in dem es gilt, einen Frosch sicher durch den Straßenverkehr zu führen. Das Thema von Exidys Venture ist die Erforschung und das Schätze sammeln in einem Labyrinth. Ein anderes innovatives Spiel, Q*bert, spielt mit dem Tiefen-Wahrnehmungs-Sinn des Benutzers, um eine neue Erfahrung zu liefern.
Einige Spiele dieses Zeitalters waren so populär, dass sie auch in die Popkultur eingingen. Das Erscheinen von Pac-Man 1980 verursachte eine Sensation, die später als „Pac-Manie“ (englisch „Pac-Mania“) bekannt wurde. Das Spiel, veröffentlicht von Namco, zeigte ein gelbes, kreisförmiges Wesen in der Hauptrolle, das versucht, Punkte in einem Irrgarten zu fressen und dabei fortwährend die vier Feinde zu vermeiden. Obwohl keiner wirklich sagen konnte, was der gelbe „Held“ oder die Feinde eigentlich darstellen sollten (manchmal waren es Geister, andere Male Kobolde oder einfach Monster) war das Spiel äußerst populär; es gibt Anekdoten, die besagen, dass einige Aufsteller den Münzeimer des Spiels jede Stunde entleeren mussten, weil schon zu viele Münzen darin waren. Das Spiel erschien in Fernsehserien, ihm folgten zahlreiche Klone und Zeichentrickserien. Nahrungsmittel erschienen unter der Marke „Pac-Man“ und es gab einen erfolgreichen Pop-Song namens „Pac-Man Fever“. Obwohl viele populäre Spiele schnell ins Lexikon der Popkultur eingingen, sind viele vergessen; aber „Pac-Man“ ist bis heute ein Begriff für die Popkultur.
Die enorme Popularität von Arcade-Spielen führte auch zu den allerersten „Video Game Strategy Guides“. Diese Anleitungen (heute selten zu finden) besprachen im exakten Detail die erfolgreichen Spielmuster und Strategien für jedes Spiel, einschließlich ihrer Variationen, so genau wie es seitdem wenige Spielanleitungen erreicht haben. „Die Maschine umdrehen“, d. h. den Punktezähler in solche Höhen zu treiben, dass er wieder bei Null anfängt, war oft die letzte Herausforderung eines Spieles an diejenigen, die es beherrschten, und das letzte Hindernis auf dem Weg zum Highscore.

## Beliebteste Spiele
Die folgenden Titel sind die beliebtesten und einflussreichsten Videospiele der Goldenen Ära der Arcade-Spiele:
- Breakout (1976)
- Night Driver (1976)
- Circus (1977)
- Avalanche (1978)
- Space Invaders (1978)
- Asteroids (1979)
- Galaxian (1979)
- Lunar Lander (1979)
- Battlezone (1980)
- Berzerk (1980)
- Centipede (1980)
- Defender (1980)
- Missile Command (1980)
- Pac-Man (1980)
- Carnival (1980)
- Phoenix (1980)
- Space Panic (1980)
- Star Castle (1980)
- Tempest (1980)
- Warlords (1980)
- Wizard of Wor (1980)
- Amidar (1981)
- Donkey Kong (1981)
- Frogger (1981)
- Galaga (1981)
- Gorf (1981)
- Lady Bug (1981)
- Ms. Pac-Man (1981)
- Mouse Trap (1981)
- Scramble (1981)
- Qix (1981)
- Vanguard (1981)
- Venture (1981)
- Burgertime (1982)
- Dig Dug (1982)
- Bagman (1982)
- Donkey Kong Jr. (1982)
- Joust (1982)
- Jungle Hunt (1982)
- Kangaroo (1982)
- Pooyan (1982)
- Millipede (1982)
- Moon Patrol (1982)
- Mr. Do! (1982)
- Pengo (1982)
- Pole Position (1982)
- Q*bert (1982)
- Robotron: 2084 (1982)
- Time Pilot (1982)
- Tron (1982)
- Choplifter (1982)
- Xevious (1982)
- Zaxxon (1982)
- Popeye (1982)
- Mario Bros. (1983)
- Congo Bongo (1983)
- Donkey Kong 3 (1983)
- Dragon’s Lair (1983)
- Elevator Action (1983)
- Up’n Down (1983)
- Gyruss (1983)
- Mappy (1983)
- Mr. Do’s Castle (1983)
- Nibbler (1983)
- Spy Hunter (1983)
- Star Wars (1983)
- Tapper (1983)
- Crystal Castles (1983)
- Hyper Olympic (1983)
- Paperboy (1984)
- Ice Climber (1984)
- Boulder Dash (1984)
- Marble Madness (1984)
- Arkanoid (1986)
- Out Run (1986)
- Bubble Bobble (1986)
- Rainbow Islands (1987)
- Thunder Blade (1987)
- Tetris (1988)

## Das Ende der Ära
Die Goldene Ära flaute ab, als die Spielhallen mit Kopien populärer Spiele übersättigt wurden. Zwar blieben die Automatenhallen auch in den frühen 1990ern beliebt, und es wurden auch weiterhin neue Genres erforscht, aber die meisten neuen Spiele waren Shoot ’em up, Labyrinthspiele und andere Variationen längst bekannter Konzepte.
Die neuen Generationen von Heimcomputern und Spielekonsolen minderten ebenfalls das Interesse an den Arcades. Frühe Konsolen wie die Atari 2600 und Mattels Intellivision waren dazu konzipiert gewesen, bei niedrigstem Herstellungspreis eine ganze Palette verschiedener Spiele zu unterstützen – was bedeutete, dass sie oft nicht im Entferntesten mit der Hardware einer Arcade-Maschine mithalten konnten, die wesentlich teurer und auf ein einziges Spiel ausgelegt war. Die Schwemme minderwertiger Videospielsysteme für den Heimgebrauch führte zwar 1984 zum Einbruch dieses Marktes in den USA (siehe dazu auch Video Game Crash), aber die Einführung des Nintendo Entertainment Systems glich die Situation wieder aus, indem es erstmals eine qualitativ annähernd vergleichbare Alternative zu den Spielautomaten bot. Ab dieser Zeit begannen Konsolenhersteller damit, die eigentlichen Konsolen zu subventionieren und das Geld über Aufschläge im Preis der Spiele wieder hereinzuholen, sodass die Konsolen im Vergleich zu ihrem Einzelhandelspreis deutlich hochwertigere Hardware enthalten konnten; zugleich stieg die „Schmerzschwelle“ der Verbraucher im Preis für den Konsolenkauf deutlich an, da viele Käufer nun bereits Erfahrung mit Spielkonsolen hatten, wodurch das Risiko einer Fehlinvestition geringer wurde. In der ersten Hälfte der 1990er folgten das Super Nintendo Entertainment System und das Sega Mega Drive, die die Spielerfahrung zu Hause nochmals verbesserten – Technologien aus diesen Geräten wurden sogar in Arcade-Automaten übernommen. Als schließlich die Sony PlayStation (1994) und das Nintendo 64 (1996) herauskamen, die beide echte 3D-Grafik unterstützten, waren viele Videospielhallen in den USA bereits geschlossen worden.
Die Arcade-Spielindustrie existiert weiterhin, wenn auch in sehr viel kleinerer Form. Die Hardware der Automaten basiert heute oft auf der einer Heimspielkonsole, um die Portierung eines Arcade-Spiels auf die Konsole zu erleichtern. Es gibt Arcade-Versionen der Sega Dreamcast, der PlayStation 2 und von Microsofts Xbox. Manche Genres, insbesondere für Gruppen ausgelegte Tanz- und Rhythmusspiele (wie Dance Dance Revolution aus der Bemani-Serie) sind als Spielhallenversionen noch immer populär, insbesondere in Japan.
Die relativ simplen, aber dennoch unterhaltsamen Spiele der frühen Jahre haben eine Renaissance bei einer neuen Generation von Fans gefunden, die sie nun auf Mobiltelefonen spielt oder mit Emulatoren wie MAME. Manche Klassiker erscheinen wieder auf dem Markt, wie Namcos Ms. Pac-Man 20 Year Reunion / Galaga Class of 1981 Zwei-Spiele-in-einem, oder werden nun direkt in Controller-Hardware (Joysticks etc.) mit auswechselbaren Flash-ROMs integriert.

## Jugendschutz in der Bundesrepublik Deutschland
In der Bundesrepublik Deutschland wurde mit der Neuregelung des Gesetzes zum Schutze der Jugend in der Öffentlichkeit (JÖSchG) vom 25. Februar 1985 (BGBl. I S. 425) geregelt, dass elektronische Bildschirm-Unterhaltungsspielgeräte ohne Gewinnmöglichkeit nicht mehr an für Kinder und Jugendliche zugänglichen öffentlichen Verkehrsflächen aufgestellt werden durften. Das hatte zur Folge, dass die allgegenwärtigen Automaten über Nacht aus Imbiss-Buden, Kiosken, Eisdielen, Kaufhäusern, Supermärkten und von Jahrmärkten verschwanden. Theoretisch durften Jugendliche ab 16 Jahre zwar weiterhin an Arcade-Automaten spielen, wenn diese auf nicht-öffentlichen Verkehrsflächen standen, in der Praxis gab es aber nur sehr wenige Spielstätten, die den Aufwand betrieben, einen eigens für 16- und 17-Jährige geeigneten Bereich einzurichten und zu überwachen. Die Entkopplung der Arcade-Spiele von den wichtigsten Konsumenten erklärt, warum gerade in Deutschland die frühen Arcade-Spiele bis 1985 viel bekannter sind als spätere Titel. Bei vielen Spielen für (16-Bit-) Heimcomputer oder Spielkonsolen war den Käufern nicht mehr bewusst, dass ihr Spiel auf einem erfolgreichen Arcade-Spiel basierte. Das strenge Aufstellungsverbot für Arcade-Automaten wurde erst mit Inkrafttreten des neuen Jugendschutzgesetzes vom 1. April 2003 (BGBl. I S. 476) wieder gelockert.

## Das Erbe
Das Goldene Zeitalter der Arcade-Spiele hat zahlreiche Ikonen der Popkultur hervorgebracht und sogar einigen Unternehmen zu ihrer heutigen Identität verholfen. Elemente aus Spielen wie Space Invaders, Pac Man, Donkey Kong, Frogger und Centipede sind noch heute bekannt und Bestandteil der Alltagskultur.
Der phänomenale Erfolg dieser frühen Videospiele hat auch dazu beigetragen, dass es heute sehr viele Sammler von klassischen Spielen gibt, die zur Zeit der Goldenen Ära Teenager waren. Da die wenigsten Spiele noch kommerziellen Wert besitzen, können sie für ein paar hundert Dollar bzw. Euro erworben werden – restaurierte Automaten kosten allerdings oft sehr viel mehr. Einige Fans haben Unternehmen oder Vereine gegründet, die alte Videospielautomaten aufwändig reparieren, einige haben sich auf eine einzelne Facette der Restaurierung spezialisiert, z. B. die Ausstattung des Gehäuses. Zum Thema existieren diverse Websites und Newsgroups, wo sich Interessierte Anleitung zur Restaurierung von Spielautomaten holen können.